# Goose Prairie (Washington)
Goose Prairie es un área no incorporada ubicada en el condado de Yakima en el estado estadounidense de Washington.

## Geografía
Goose Prairie se encuentra ubicado en las coordenadas 46°53′42″N 121°16′1″O / 46.89500, -121.26694.